# Bos primigenius primigenius
A Bos primigenius primigenius az emlősök (Mammalia) osztályának párosujjú patások (Artiodactyla) rendjébe, ezen belül a tülkösszarvúak (Bovidae) családjába tartozó kihalt őstulok (Bos primigenius) egyik alfaja.

## Előfordulása, leírása
A Bos primigenius primigenius egykoron Európa, Szibéria, Közép-Ázsia, Kelet-Ázsia és Közel-Kelet pleisztocén kori megafaunájához tartozott. Az őstulok összes alfaja közül ez halt ki utoljára, Kr. u. 1627-ben. Közép-Anatóliában Kr. e. 8500 körül és Közel-Keleten Kr. e. 6000 környékén elkezdték háziasítani, ahol kialakították belőle a közönséges szarvasmarhát (Bos taurus taurus), azaz az európai típusú marhát; ugyanekkor Kelet-Ázsiában is elkezdődött a háziasítása. Az ókori Róma amfiteátrumaiban szívesen használták viadalokra. A 13. századra már csak kis állományai léteztek Kelet-Európában. Az utolsó állományok német földön éltek, már a történelmi időkben, amikor már régóta tartottak szarvasmarhákat. Végül, a 17. század első negyedében, 1627-ben, teljesen eltűnt ez a faj. Utolsó állománya a Mazuri-erdőkben élt. A populáció fogyásáról pontos adatok állnak rendelkezésre a lengyelországi jaktorówi erdő jegyzőkönyveiből. 1564-ben 38 példányról számolnak be, amiből csak 8 volt viszonylag fiatal (3 fiatal bika és 5 borjú), 1599-ben 24 példány, 1602-1620 között kettő, 1627-ig egyetlen példány, egy tehénből állt a teljes állomány.
Az alfaj maradványait Szicíliában is megtalálták; eme állatok ősei akkor kerülhettek a szigetre amikor is a tengerszínt alacsonyabban ült, és a szigetet a kontinentális Olaszországgal földhíd kötötte össze. A szigeti állatok 20 százalékkal kisebbek voltak a kontinentális egyedeknél. Japánban, sztyeppei bölények (Bison priscus) társaságában fedezték fel a Bos primigenius primigenius kövületeket.

## Fordítás
- Ez a szócikk részben vagy egészben  az   Aurochs#Evolution című angol Wikipédia-szócikk ezen változatának fordításán alapul.  Az eredeti cikk szerkesztőit annak laptörténete sorolja fel. Ez a jelzés csupán a megfogalmazás eredetét és a szerzői jogokat jelzi, nem szolgál a cikkben szereplő információk forrásmegjelöléseként.